# Wymysłów Kurzelowski
Wymysłów Kurzelowski – wieś w Polsce położona w województwie świętokrzyskim, w powiecie włoszczowskim, w gminie Włoszczowa.
Od 1 I do 8 XII 1973 w gminie Kluczewsko (w sołectwie Kąparzów).
W latach 1975–1998 miejscowość należała administracyjnie do województwa kieleckiego.